# GearHead
GearHead（ギアーヘッド）は、メックを題材としたオープンソースのコンピュータRPGである。オリジナルは英語だが、有志による日本語版も公開されている。

## 概要
本作はローグライクゲームでありながら、メック＝巨大ロボットによる戦闘を主眼に置いた異色作である。ローグライクゲーム本来の特徴であるランダム生成ダンジョンやアイテムの収集と言った部分はオマケ程度の扱いで、ダンジョンの作りも極めて単調。アイテムの多くは商店で購入可能で、メックパーツは敵メックを倒して得る場合が殆どである。メックを扱っている事からも解るように、ゲームデザインはMechFight等の流れを汲んだものとなっている。そのためゲーム内には既存のロボットを彷彿させる設定、デザインのメックも少なくない。
その他様々な点で異色作と言える作品ではあるが、ローグライクの伝統とも言える自由度の高さは健在。その気になればプレイヤーの腕一つで街一つを壊滅に追い込む事さえ可能（当然、それなりのリスクはあるのだが）。ゲーム内に存在するメックはパーツ単位に分解する事ができ、拾い集めたパーツを組み合わせる事により多彩なカスタマイズを楽しむ事も出来る。ソースコードを変更することなくオリジナルのメックやシナリオを作成、追加するも可能で、ことカスタマイズ要素に関しては大変自由度が高くなっている。

## 世界観
時は新紀と呼ばれる時代。
後に火の夜と呼ばれる核戦争により、地球の人口は3分の1にまで減少し、文明の極みを謳歌していた超大国時代――後に旧紀と呼ばれる時代は終焉を迎えた。多くの土地は生物の息絶えた「死の大地」と化し、残された人類は核の火を逃れた「緑の大地」にて地球連邦を発足、失われた旧時代の遺物を発掘しつつ、時には抗争を繰り返しながらも比較的平和な時を過ごしていた。
そして時は流れ、新紀157年。月にてAegis Overloadを名乗るファシスト政府が台頭し、月全土の征服を目論んで活動を開始。その余波はやがて地球にも影響を及ぼしていく。

## ゲーム進行
プレイヤーの立場はスタート時にランダムに決定されるが、どのような立場であれ、最初はHogyeという小さな村からスタートする。プレイヤーは世界を旅し、様々な人物と出会いながら、己の敵となる存在について調べていく事となる。最終的には共通の展開を迎えるものの、その道筋はプレイする度に大きく異なってくる。
無論そうしたメインストーリーは放置し、各地でクエストをこなしてひたすら資金を稼いだり、自身の強化に励む事も可能である。世界の各地にはローグライクゲームの伝統芸であるランダム生成ダンジョンが幾つか配置されており、これらを探検する事も目的の一つとなりうる。ただしダンジョンに入れるのは人間（及び人間サイズのペットやロボット）だけであり、メックを使用することは出来ない。

## システム

### キャラクター
本作のキャラクターメイクシステムは以下の通り。
- 性別――男性か女性か。ステータスには影響しないが、一部スキルの効果に若干の差異がある。
- 年齢――選択可能範囲は16歳～30歳。若いほどスタート時の所持金が多いが、初期経験値は高齢であるほど多くなる。
- 家庭環境――両親の職業、及び市民階層。初期スキルと所持金に影響する。
- 能力値――8つのパラメータが存在。振り分ける事の出来るポイントは固定されており、初期能力の平均値は12～13ほどになる。
- 職業――これにより初期取得スキルが決定される。
- スキル――全41種類。これも振り分ける事の出来るポイントは固定されている。
- 性格――NPCの態度が変化。これにも8つのパラメータがあるが、それぞれの性格はシーソーバランスで成り立っているため、実質的には4つとなっている。

キャラクターの成長はゲーム全般を通して得られる経験値によって行う。経験値は基本的にスキルや能力値に振り分ける事で使用する。また累積経験値が一定値を超えると、様々なボーナス要素を得られるタレントの取得が可能になる。

### メック
メックとは重量数十トンにおよぶ巨大ロボットの総称であり、このゲームの根幹を成す重要な要素である。メックが無くては立ちゆかなくなる場面も多数存在するため、序盤は特にメックの強化を目的としてゲームを進行させていく事になる。

#### メックの能力値
PV
メックの総合戦闘力。搭載しているパーツや武器によって変化。メックの価値そのものでもあり、これが高いほど価格が上昇する。
MV
モビュリティ＝メックの機動力。回避率に影響。
TR
ターゲッティング＝メックの照準性能。命中率に影響。
SE
センサー＝メックの視野。視界に影響。

#### メックのタイプ
Battroid
人間タイプ。平均的な能力を持つ。あらゆるパーツをインストールする事が可能で、汎用性が高い。
Groundhugger
戦車タイプ。装甲と射撃能力に優れるが、回避率が低い。
Zoanoid
動物タイプ。四足タイプのものが多く、機動力と格闘能力に優れる。
Arachnoid
多脚タイプ。クモのような外見をしている。能力的には戦車タイプをやや平均下したようなものだが、移動モードは歩行のみとなっている。
Aerofighter
戦闘機タイプ。非常に高い移動力を持つが、戦闘能力は低め。
Ornithoid
鳥タイプ。Zoanoidの飛行版といったイメージ。能力はAerofighterに酷似しているが、インストール出来るパーツは多め。
Gerwalk
これも戦闘機タイプだが、手足の装着が可能。その分機動力は若干落ちている。
Hoverfighter
ヘリコプター、及び円盤タイプ。特徴的には他の飛行タイプの機体とさして変わらない。
Groundcar
軽車両タイプ。そもそも戦闘向きではないのか、移動力は高いものの戦闘力の低いメックが多い。